# Goch
Goch (en néerlandais: Gogh) est une ville allemande située dans la région du Rhin inférieur à proximité de Clèves et à 3 km de la frontière néerlandaise. Elle fait partie de l'arrondissement de Clèves.
Le monument principal de la ville est le Steintor (ancienne porte fortifiée de la ville).
La ville s'est développée entre deux bras de la rivière Niers. La Meuse et le Rhin irriguent ce pays plat en s'écoulant vers les Pays-Bas, tout proches.
Le bas-francique parlé dans la région est proche du néerlandais. L'annuaire téléphonique révèle près de 400 noms de famille de la forme Janssen. La moitié d'entre eux commence par 'van', forme néerlandaise.
Le premier jumelage date de 1971 avec Veghel aux Pays-Bas. La présence d'une base aérienne anglaise à proximité a facilité le rapprochement avec la ville d'Andover en Grande-Bretagne pour un second jumelage en 1980. La ville de Redon en Bretagne s'étant jumelée avec Andover, elle a également choisi Goch comme partenaire allemande en 1983. La ville polonaise de Nowy Tomysl signa une charte de jumelage en 1997.
Le saint patron de la ville est Saint Georges. Le culte catholique est pratiqué dans l'église Sainte Marie Madeleine. Son clocher qui s'est écroulé en 1993 a été reconstruit. L'église évangélique date de 1700.
Parmi les édifices remarquables, on notera la Maison des cinq anneaux de 1500, le moulin à eau sur la Niers et le jardin public mis en place en 1928 par Karl Baums. À voir également la maison d'un artiste local, Ferdinand Langenberg, sculpteur sur bois. Le musée de Goch abrite une remarquable collection de gramophones, la collection Tomberg.
Autour de Goch, de nombreuses fermes où l'on élève oies et canards possèdent également une éolienne. Les moutons profitent des pâturages de la vallée du Rhin. De nombreux cyclistes circulent aisément le long des berges du Rhin ainsi que sur les pistes cyclables en ville. 
Entre Goch et Clèves s'étend la forêt de Reichswald qui abrite un cimetière militaire anglais.
Goch est connue pour d'autres productions agricoles : les asperges et les fleurs. Après la réunification allemande, des Allemands de l'Est sont venus s'installer dans la région.

## Histoire
| Appartenances historiques Comté de Gueldre 1261-1339 Duché de Gueldre 1339-1417 Duché de Clèves 1473-1795 Royaume de Prusse 1795-1797 République cisrhénane (Roer) 1797-1802 République française (Roer) 1802-1804 Empire français (Roer) 1804-1815 Royaume de Prusse (Province de Juliers-Clèves-Berg) 1815-1822 Royaume de Prusse (Province de Rhénanie) 1822-1918 République de Weimar 1918-1933 Reich allemand 1933-1945 Allemagne occupée 1945-1949 Allemagne 1949-présent |

Le site fut occupé dès l'âge du bronze. Un château y fut construit en 1340 et la ville fut entourée de murs avec quatre portes d'accès. Il en reste une, le Steintor. Goch obtint le statut de ville à la fin du XIIIe siècle. Lieu de passage, elle fut occupée par les Hollandais, les Prussiens et les Français en 1794.
En 1945, la ville fut détruite à 80 %. Les Américains, les Canadiens et les Britanniques occupèrent la région. De 14 000 habitants avant la Deuxième Guerre mondiale, la population est passée à environ 35 000 aujourd'hui.

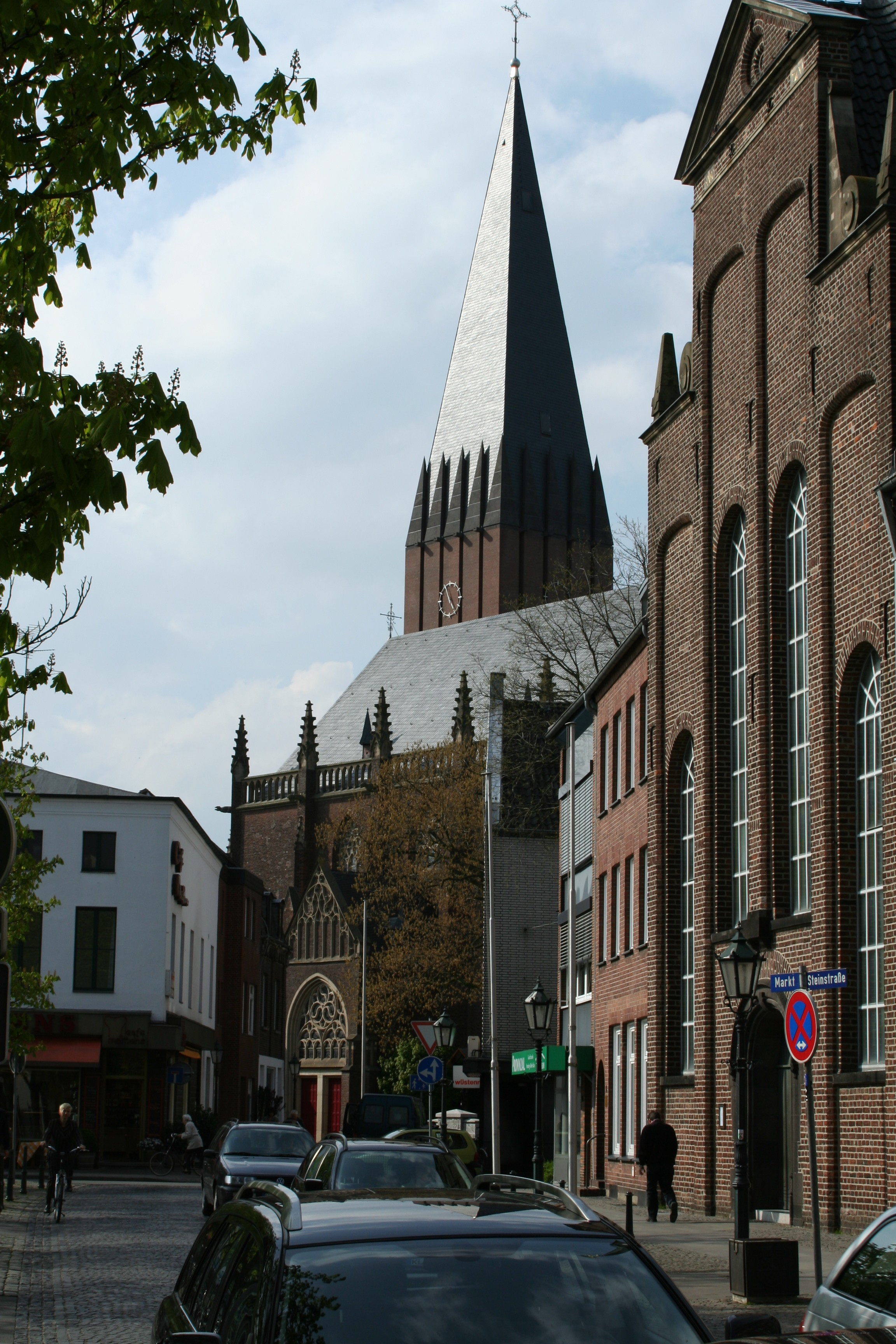
L'église Sainte-Marie-Madeleine
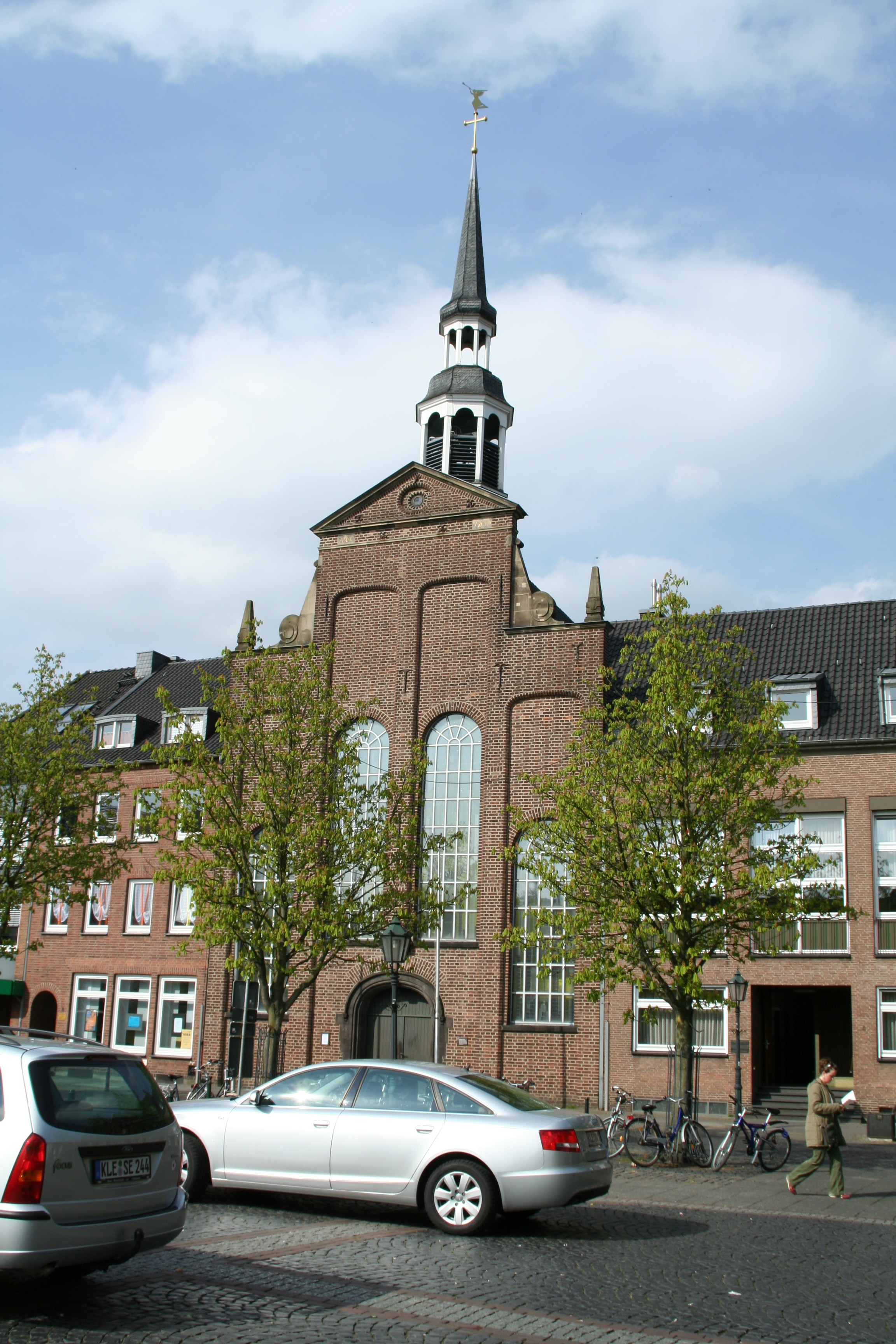
L'église évangélique sur la Place du marché.
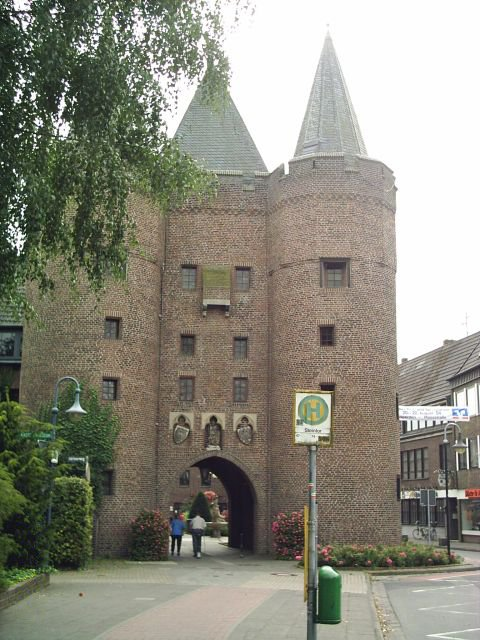
Le Steintor
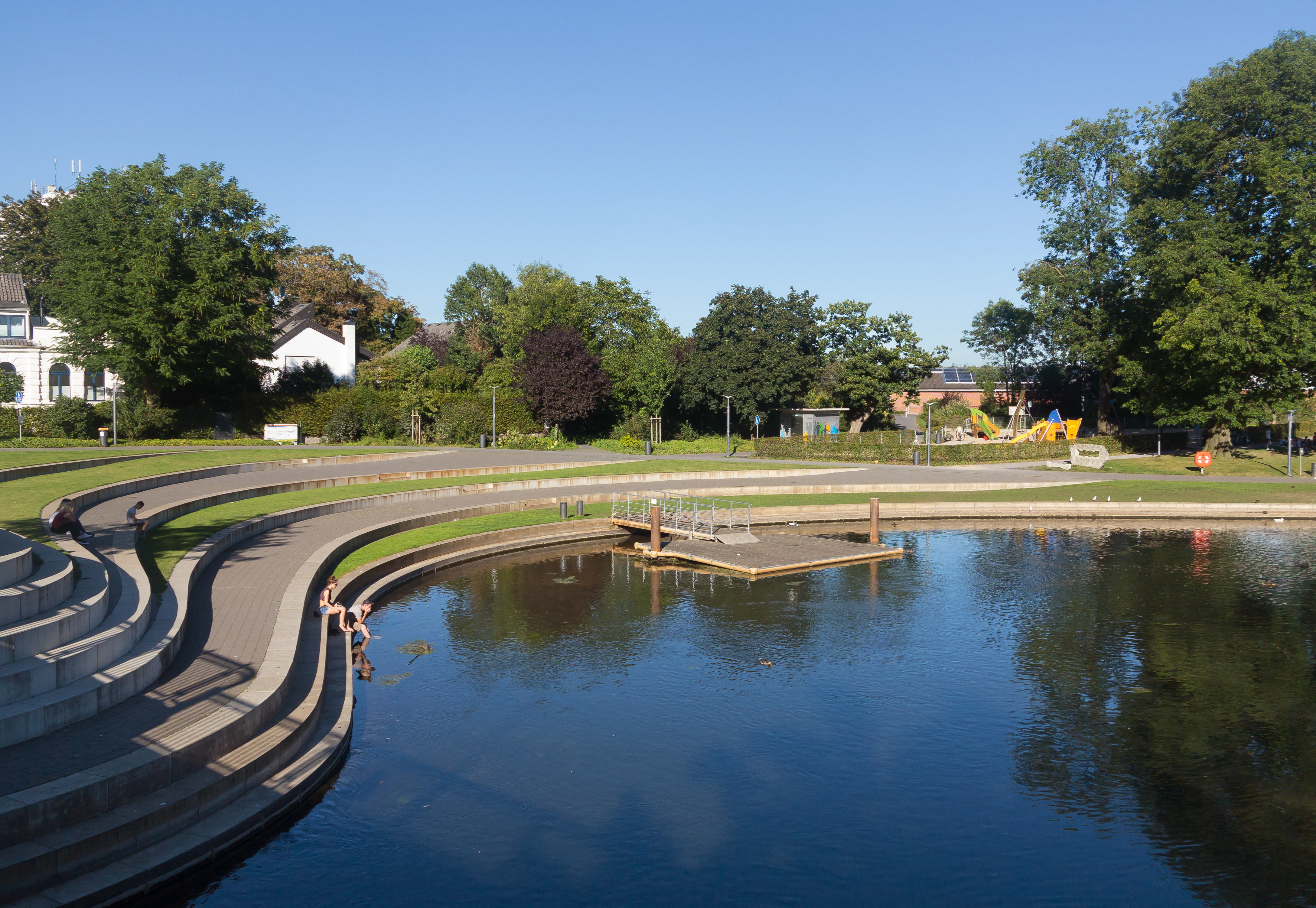
Le Niers

## Personnalités
Josefa Idem (1964-), kayakiste et femme politique germano-italienne, championne olympique.